# Skvyra
Skvyra (in ucraino Сквира?) è una città dell'Ucraina (15 165 abitanti) situata nel distretto di Bila Cerkva, nell'oblast' di Kiev. Ospita l'amministrazione della comunità territoriale di Skvyra, una delle comunità territoriali dell'Ucraina.
Fino al 18 luglio 2020 Skvyra è stata il centro amministrativo del distretto di Skvyra, abolito come parte della riforma amministrativa dell'Ucraina, che ha ridotto a sette il numero dei distretti dell'oblast' di Kiev. L'area del distretto di Skvyra è stata trasferita al distretto di Bila Cerkva.